# 王德坤
王德坤（？—？），字時簡，號元舆，浙江湖州府乌程县人，軍籍，明朝政治人物。

## 生平
万历二十五年（1597年）丁酉科浙江乡试十六名舉人，萬曆二十九年（1601年）辛丑科進士，知益阳县，敦文教，修武备，均徭役，调停里甲，赈恤灾伤，治才敏捷，词章茂著，士民赖之。行取刑部江西司主事，四十三年福建恤刑，升员外郎，四十四年升郎中，天啓三年升光禄寺少卿，本年致仕。著有《清署集》，士民为立生祠。丁艱歸，万历三十三年因写信嫚骂湖州府同知尚从试，被弹劾黜革

## 家族
曾祖王蕖。祖王恩，庠生。父王汝源，岳州府教授。